# Genetyka
Genetyka (od starogreckiego: γένεσις genesis – „pochodzenie”) – nauka o dziedziczności i zmienności organizmów, które są oparte na informacji zawartej w podstawowych jednostkach dziedziczności – genach.

## Zarys historii

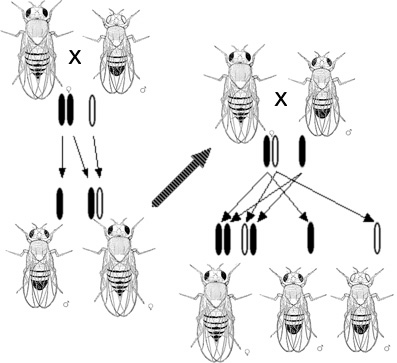
Obserwacje Morgana dotyczące mutacji o dziedziczeniu sprzężonym z płcią powodującej występowanie białych oczu u muszki owocowej doprowadziły go do postawienia hipotezy, że geny znajdują się na chromosomach.

Pierwsze próby wyjaśnienia przyczyn dziedziczenia opierały się na teorii zapatrzenia dziś uznawanej za błędną. Inne koncepcje wiązały dziedziczenie z krwią.
Wiedza, iż istoty żywe dziedziczą cechy po swoich rodzicach była stosowana od czasów prehistorycznych w celu poprawy wielkości plonów oraz uzyskiwania lepszych odmian zwierząt poprzez hodowlę selektywną. Nowoczesna genetyka stara się zrozumieć proces dziedziczenia, a za jej prekursora uważa się niemiecko-czeskiego zakonnika i naukowca Grzegorza Mendla, który w 1866 roku po raz pierwszy opisał podstawowe prawa dziedziczenia cech. W swoich dokumentach „Versuche über Pflanzenhybriden” („Eksperymenty krzyżowania roślin”) zaprezentowanych w 1865 roku Stowarzyszeniu Badań Natury (Naturforscher Verein) w Brnie, Mendel naszkicował modele dziedziczenia pewnych cech w oparciu o groch zwyczajny i opisał je matematycznie.
W czasach Mendla podstawową teorią dziedziczenia była teoria mieszanego dziedziczenia. Polega ona na tym, że jednostki dziedziczą różny kompleks cech po swoich rodzicach. Prace Mendla obaliły tę teorię pokazując, że cechy są raczej kombinacją różnych genów niż stałym ich kompleksem. Inna teoria, która ówcześnie była dość popularna, mówiła o dziedziczeniu przyswojonych cech, tj. jednostki dziedziczą cechy wzmocnione przez ich rodziców. Teoria ta (zazwyczaj kojarzona z Jean-Baptiste de Lamarck) jest obecnie uważana za nieprawdziwą – doświadczenia jednostek nie mają wpływu na geny, które dziedziczą ich dzieci. Inne teorie to pangeneza Charlesa Darwina (która mówi o obu – nabytych i dziedziczonych cechach) i jej ponowne ujęcie pangenezy Francisa Galtona.
Rezultaty prac Mendla nie były rozumiane do czasu jego śmierci, kiedy to inni naukowcy pracujący nad podobnymi zagadnieniami ponownie odkryli jego badania. William Bateson orędownik pracy Mendla wymyślił w 1905 roku słowo „genetyka”. Spopularyzował on użycie tego słowa, aby opisać badanie dziedziczenia w inauguracyjnej odezwie na Trzecią Międzynarodową Konferencję Krzyżowania Roślin w Londynie (The Third International conference on Plant Hybrydization in London) w 1906 roku.
Po ponownym odkryciu prac Mendla naukowcy starali się określić, które molekuły w komórkach były odpowiedzialne za dziedziczenie. W 1910 roku Thomas Hunt Morgan, bazując na obserwacjach udowodnił, że geny mają związek z chromosomami. W 1913 roku jego student Alfred Sturtevant użył fenomenu genetycznego łączenia, aby pokazać, że geny są rozmieszczone liniowo na chromosomach.

### Genetyka molekularna
Pomimo iż było jasne, że geny egzystują w chromosomach, a chromosomy składają się z białek (zasadowych histonów, które tworzą strukturę oktanową) i DNA, uczeni nie wiedzieli, które elementy są odpowiedzialne za dziedziczenie. W 1928 roku Frederick Griffith odkrył fenomen transformacji, a mianowicie, iż martwa bakteria mogła przenieść materiał genetyczny, aby „przetransformować” inną wciąż żyjącą bakterię. 16 lat później w 1944 roku Oswald Theodore Avery, Colin McLeod i Maclyn McCarty zidentyfikował molekułę odpowiedzialną za transformację – DNA. Eksperyment przeprowadzony w 1952 roku przez Hershey–Chase także pokazał, że DNA jest materiałem genetycznym wirusów, które zarażają bakterie, dostarczając dalszych dowodów, że DNA jest molekułą odpowiedzialną za dziedziczenie.
James D. Watson i Francis Crick określili strukturę DNA w 1953 roku przy użyciu pracy krystalografii promieniami X Rosalindy Franklin, która wskazywała, że DNA ma strukturę spiralną (w formie korkociagu). Ich model podwójnej spirali ma dwa włókna DNA. Ta struktura pokazywała, że informacja genetyczna istnieje w sekwencji nukleotydów na każdym włóknie DNA i sugerowała łatwą metodę dla duplikacji: jeśli włókna są oddzielone nowe włókna mogą być zrekonstruowane na podstawie sekwencji starych włókien.
Pomimo iż struktura DNA wskazywała na to, jak funkcjonuje dziedziczenie, w dalszym ciągu nie wiadomo było jak DNA wpływa na zachowanie komórek. W kolejnych latach naukowcy próbowali zrozumieć, jak DNA kontroluje proces produkcji białek. Odkryto, że komórki używają DNA jako szablonu do tworzenia nici RNA (molekuły z nukleoidami, bardzo podobnej do DNA) w procesie zwanym transkrypcją. Sekwencja nukleotydowa nici RNA jest używana w celu tworzenia sekwencji aminokwasów w białku w procesie translacji. Przekład między nukleotydami a sekwencjami aminokwasów w białku jest znany jako kod genetyczny.
W 1977 roku Frederick Sanger opracował metodę sekwencjonowania DNA (Metoda Sangera). Ta technologia pozwala naukowcom czytać sekwencje nukleotydową cząsteczki DNA. W 1983 roku Kary Banks Mullis odkrył reakcję łańcuchową polimerazy (PCR), dostarczając łatwy sposób powielania specyficznego fragmentu DNA. W oparciu o te metody, dzięki wspólnemu wysiłkowi w ramach projektu Human Genome Project i jednoczesnych wysiłków Celera Genomics w 2003 roku zakończono sekwencjonowanie ludzkiego genomu.

## Molekularna podstawa dziedziczenia
Molekularną podstawą genów jest kwas deoksyrybonukleinowy (DNA). DNA jest zbudowane z łańcucha nukleotydów, które dzielą się na cztery rodzaje: adenina (A), cytozyna (C), guanina (G), tymina (T). Informacja genetyczna znajduje się w sekwencji tych nukleotydów i geny egzystują jako odcinki sekwencji wzdłuż pierścienia DNA. Wirusy są jedynym wyjątkiem tej zasady – czasem wirusy wykorzystują uproszczoną w budowie cząsteczkę RNA zamiast DNA jako ich materiał genetyczny. Według jednej z klasycznych zasad genetyki molekularnej informacja genetyczna powinna płynąć w jednym kierunku: od DNA do RNA (transkrypcja). Zasadę tę łamie enzym występujący w genomie retrowirusów (np. HIV) – odwrotna transkryptaza, która pozwala tworzyć nowe kopie RNA na matrycy istniejącego RNA oraz przepisywanie materiału genetycznego wirusa w postaci RNA na DNA gospodarza (czyli odwrotny kierunek transkrypcji).
Zazwyczaj DNA występuje jako cząsteczka o podwójnym włóknie skręcona w kształt podwójnej spirali. Każdy nukleotyd w DNA specjalnie pasuje do drugiego nukleotydu po drugiej stronie: A pasują do T, a C pasują do G. Tak więc w formie z dwoma włóknami każde włókno zawiera wszystkie niezbędne informacje. Taka struktura DNA jest fizyczną bazą dziedziczności: replika DNA kopiuje informację genetyczną poprzez rozszczepienie włókien i użycie każdego włókna jako szablon do syntezy nowego włókna.
Geny są umieszczone wzdłuż długich łańcuchów sekwencji DNA zwanymi chromosomami. U bakterii każda komórka ma pojedynczy okrężny chromosom, podczas gdy DNA organizmów eukariotycznych (zarówno roślin, jak i zwierząt) jest umieszczone w wielu podłużnych chromosomach. Takie nici DNA są często bardzo długie. Dla przykładu najdłuższy ludzki chromosom ma długość ok. 247 milionów par zasad. DNA chromosomu jest połączone z proteinami strukturalnymi, które organizują, ściskają i kontrolują dostęp do DNA tworząc materiał zwany chromatyną. U eukariotów zazwyczaj tworzy on nukleosomy, powtarzając jednostki DNA pozwijane dookoła jądra protein histonowych. Pełny zestaw materiału genetycznego organizmu (zazwyczaj związane sekwencje DNA wszystkich chromosomów) jest nazywany genomem.
Podczas gdy organizmy haploidalne mają tylko jedną kopię każdego chromosomu, większość zwierząt i wiele roślin są diploidalne i zawierają dwa chromosomy i zatem dwie kopie każdego genu. Dwa allele dla genu znajdują się w identycznym miejscu jak chromatyda siostrzana, każda allela dziedziczona po oddzielnym rodzicu.
Wyjątek pojawia się w sześciu chromosomach. U wielu zwierząt rozwinęły się wyspecjalizowane chromosomy, które odgrywają rolę w określeniu płci organizmu. U ludzi i innych ssaków chromosom Y ma bardzo mało genów i inicjuje rozwój męskich cech seksualnych, podczas gdy chromosom X jest podobny do innych chromosomów i posiada wiele genów niezwiązanych z determinacją płci. Żeńskie mają dwie kopie chromosomów X, męskie mają jedno Y i tylko jeden chromosom X – ta różnica w liczbie kopii chromosomu X prowadzi do nienaturalnej formy dziedzicznych zaburzeń sprzężonych z płcią.
Rozmnażanie
Gdy komórki dzielą się ich całkowity genom jest kopiowany i każda komórka–córka dziedziczy jedną kopię. Ten proces nazywany mitozą jest najprostszą formą reprodukcji i jest podstawą rozmnażania bezpłciowego. Rozmnażanie bezpłciowe może także zdarzać się w organizmach wielokomórkowych produkujących potomstwo, które dziedziczy ich genomy po jednym rodzicu. Potomstwo, które ma identyczny materiał genetyczny jak rodzice nazywane jest klonem.
Organizmy eukariotyczne często rozmnażają się płciowo, aby wytwarzać potomstwo, które zawiera mieszankę materiału genetycznego od dwóch rodziców. Proces rozmnażania płciowego przeplata się między formami, które zawierają pojedyncze kopie genomu (haploidy) i podwójne kopie (diploidy). Komórki haploidalne łączą i mieszają materiał genetyczny, aby stworzyć komórkę diploidalną z parą chromosomów. Organizmy diploidalne z haploidów poprzez podział bez powielania ich DNA, w celu tworzenia komórek–córek, które losowo dziedziczą jedną z pary chromosomów. Większość zwierząt i wiele roślin są diploidalne przez większość życia z formą haploidalną zredukowaną do pojedynczych gamet komórkowych.
Jednakże nie używają one haploidalnych/diploidalnych metod rozmnażania płciowego. Bakteria ma wiele metod przyswajania nowej informacji genetycznej. Pewne bakterie mogą przechodzić koniugację, transfer małego okrężnego fragmentu DNA do innej bakterii. Bakteria może także zająć surowe fragmenty DNA znalezione w środowisku i zintegrować je do ich genomu. Ten fenomen nazywany jest transformacją. Procesy te wynikają z horyzontalnego transferu genów, transmitujących fragmenty materiału genetycznego między organizmami, które w przeciwnym wypadku byłyby niespokrewnione.
Rekombinacja i sprzężenie
Diploidalna natura chromosomów pozwala genom innych chromosomów na dobór niezależny podczas rozmnażania płciowego rekombinując nową kombinację genów. Geny tego samego chromosomu teoretycznie nigdy nie będą rekombinowane. Podczas krzyżowania się, chromosomy wymieniają odcinki DNA efektywnie mieszając allele genowe między chromosomami. Proces krzyżowania chromosomów następuje podczas mejozy – serii podziału, w wyniku której powstają komórki haploidalne.
Prawdopodobieństwo krzyżowania się chromosomów następującego między dwoma punktami genów odnosi się do odległości między dwoma punktami. Dla dowolnie długiego dystansu prawdopodobieństwo krzyżowania się jest wystarczająco wysokie, aby dziedziczenie genów nie korelowało ze sobą – allele dwóch genów dążą, aby być dziedziczone wspólnie. Liczbę krzyżowań między seriami genów można ustalić na podst. linearnej mapy krzyżowań, która ogólnie opisuje układ genów wzdłuż chromosomów.

## Ekspresja genetyczna

### Kod genetyczny
Ogólnie geny wyrażają swój funkcjonalny rezultat poprzez produkcję białek, które są kompleksowymi molekułami odpowiedzialnymi za większość funkcji w komórkach. Białka są łańcuchami aminokwasów i sekwencja DNA gen (poprzez pośrednika RNA) jest używana do produkcji sekwencji specyficznych białek. Proces ten zaczyna się wraz z produkcją molekuł RNA z sekwencją dobraną do sekwencji genów DNA i nazywany jest transkrypcją.
Molekuła przekaźnika RNA jest następnie używana do produkcji odpowiedniej sekwencji aminokwasu poprzez proces nazywany translacją. Każda grupa trzech nukleoidów w sekwencji nazywana kodon, jest zgodna z jednym z dwudziestu możliwych aminokwasów w proteinie – ta zgodność jest nazywana kodem genetycznym. Potok informacji jest pośredni: informacja jest przenoszona z sekwencji nukleotydu do sekwencji aminokwasu protein, ale nigdy nie z powrotem od protein do sekwencji DNA – fenomen Fancis Crick nazywany Dogmatem Biologii Molekularnej (Central Dogma of Molecular Biology).
Specyficzna sekwencja aminokwasu skutkuje unikatową strukturą trójwymiarową i odnosi się ona do ich funkcji. Niektóre są molekułami o prostej strukturze, tak jak włókna uformowane przez kolagen. Białka mogą łączyć się z innymi proteinami i prostymi molekułami, czasem także działając jak enzymy ułatwiając reakcje chemiczne z powiązanymi molekułami (bez zmiany struktury protein samych w sobie).
Pojedynczy nukleoid różni się w zakresie DNA i może wywołać pojedynczą zmianę w sekwencji aminowej protein. Ponieważ struktury protein są rezultatem sekwencji aminowej, pewne zmiany mogą dramatycznie zmienić właściwość proteiny przez destabilizację struktury lub zmianę powierzchni protein w sposób, który zmienia jej interakcję z innymi proteinami i molekułami. Dla przykładu anemia sierpowata jest ludzką chorobą genetyczną, która powstaje w wyniku pojedynczej podstawowej różnicy w obrębie regionu kodowania dla sekcji β-globiny hemoglobiny wywołanej zmianą pojedynczego aminokwasu, który zmienia właściwość fizyczną hemoglobiny.
Niektóre geny są transkrybowane do RNA, ale nie ulegają translacji do produktów białkowych – są niekodowane cząsteczki RNA. W niektórych przypadkach produkty te składają się do struktur, które dotyczą krytycznych funkcji komórek (rybosomowe RNA i transportujące RNA). RNA może także regularnie łączyć się z niewielkimi cząsteczkami RNA zwanymi mikro RNA.

## Podział
Podział genetyki rozpatrywany jest na poziomie badanej złożoności:
- genetyka molekularna bada dziedziczenie na poziomie cząsteczkowym – DNA, RNA, transkrypcja itd.;
- genetyka klasyczna – na poziomie osobników – jak różne geny i interakcje między nimi oddziałują na fenotyp;
- genetyka populacyjna – na poziomie populacji;
- genetyka ekologiczna zajmuje się współoddziaływaniem dziedziczenia w ekosystemach i następczą częstotliwością alleli;
- genomika analizuje sekwencje genomów.
- Antropogenetyka[38] genetyka w odniesieniu do człowieka w skali populacji, narodów, grup etnicznych rodziny czy nawet ułomka kości. Na styku paleoantropologi i antropogenetyki znajduje się dziedzina badań aDNA zgłębiana w celu poznania więzów krwi – genetycznej przeszłości człowieka.

## Historia
Kroki milowe w rozwoju genetyki:
- 1859 – Karol Darwin publikuje O powstawaniu gatunków.
- 1865 – Grzegorz Mendel upowszechnia Badania nad mieszańcami roślin[39].
- 1900 – ponowne odkrycie zasad dziedziczenia, niezależnie, przez Corrensa, Tschermaka i de Vriesa.
- 1903 – Hugo de Vries odkrywa mutacje.
- 1903 – odkrycie, że za proces dziedziczenia odpowiedzialne są chromosomy, niezależnie przez: Waltera Suttona i Theodora Boveri.
- 1905 – Nettie Stevens opisuje rolę chromosomów płci X i Y
- 1910 – odkrycie, że chromosomy składają się z genów.
- 1913 – pierwsza mapa genowa ukazuje geny ułożone liniowo na chromosomie – Alfred H. Sturtevant i Thomas Morgan.
- 1927 – zmiany fizyczne w obrębie chromosomów zostają skorelowane z mutacjami – Thomas Morgan.
- 1928 – Frederick Griffith odkrywa transformację.
- 1931 – Crossing-over jest przyczyną rekombinacji.
- 1944 – Oswald Theodore Avery, Colin McLeod i Maclyn McCarty otrzymują wynik sugerujący, że to DNA, a nie białka, jest nośnikiem dziedziczności w eksperymencie Griffitha.
- 1944 – Erwin Schrödinger, na podstawie czysto teoretycznych rozważań, proponuje molekularny mechanizm dziedziczności, tzw. kryształ aperiodyczny. W przyszłości zostało potwierdzone, że DNA ma właściwości przewidziane przez Schrödingera.
- 1950 – zasada Chargaffa: ilość adenin w DNA równa się ilości tymin, ilość guanin równa się ilości cytozyn. Odkrycie to miało fundamentalne znaczenie dla oznaczenia struktury DNA.
- 1952 – Martha Chase i Alfred Hershey potwierdzają, że DNA jest nośnikiem dziedziczności.
- 1953 – James Watson i Francis Crick, bazując na danych dyfrakcji promieni X otrzymanych przez Rosalind Franklin i zasadzie Chargaffa rozwiązują strukturę przestrzenną DNA. Model ten w naturalny sposób implikuje molekularny mechanizm dziedziczności.
- 1961 – odkrycie zasad kodu genetycznego przez Holleya, Khoranę i Nirenberga.
- 1977 – opracowanie metody sekwencjonowania DNA przez zespoły badawcze Waltera Gilberta i Fredericka Sangera.
- 1986 – Walter Gilbert i James Watson proponują ideę zsekwencjonowania genomu człowieka. Gilbert, argumentując, że technologia sekwencjonowania DNA rozwija się z prawem Moore’a, przewiduje, że genom zostanie zsekwencjonowany około roku 2000.
- 1997 – sekwencjonowanie pierwszego genomu.
- 2000 18 maja – „Nature” publikuje artykuł zawierający dokładne dane na temat budowy chromosomu 21 u człowieka.
- 2001 – powstają pierwsze szkice sekwencji ludzkiego genomu w wyniku rozpoczęcia prac Human Genome Project.
- 2003 – międzynarodowe konsorcjum naukowców ogłosiło oficjalne zakończenie prac nad poznaniem genomu ludzkiego.